# Val de Louyre et Caudeau
Val de Louyre et Caudeau é uma comuna francesa na região administrativa da Nova Aquitânia, no departamento da Dordonha. Estende-se por uma área de 82.12 km². Em 2010 a comuna tinha 1 621 habitantes (densidade: 19,7 hab./km²).
Foi criada em 1 de janeiro de 2017, a partir da fusão das antigas comunas de Sainte-Alvère-Saint-Laurent Les Bâtons (sede da comuna) e Cendrieux.